# Dominique Guidi
Pour les articles homonymes, voir Guidi.
Dominique "Dumè" Guidi est un footballeur français, né le 6 février 1996 à Porto-Vecchio (Corse-du-Sud), évoluant au poste de défenseur central au SC Bastia.

## Biographie

### En club
Formé au SC Bastia, "Dumè" Guidi n'est pas conservé par le club, jugé trop juste par l'encadrement pour espérer devenir un jour footballeur professionnel. Cependant, persévérant, il rejoint pour la saison 2015-2016 le club voisin du Borgo FC, évoluant alors en division régionale. Il rejoint ensuite l'année suivante l'AS Furiani Agliani, où il s'impose véritablement, marquant au passage deux buts en dix-huit matchs. Toujours à Furiani pour la saison 2017-2018, il est titulaire indiscutable au poste de défenseur central, marquant quatre buts en vingt-huit matchs.
Il est alors repéré par le staff du GFC Ajaccio, qui le fait signer en vue de la saison 2018-2019, notamment pour parer la retraite de Jérémie Bréchet. Il ne décevra pas son club, titulaire à chaque rencontre de son club, il marque également deux buts, un contre le Red Star FC le 31 août, mais également lors du derby ajaccien, face à l'AC Ajaccio, le 2 novembre. Il ne peut cependant pas empêcher la dix-huitième place de son club, synonyme de barrage face au Mans. Il participe aux deux matchs de barrage, finalement perdu par les gaziers à la suite de leur défaite à domicile au match retour.
Pour la saison 2019-2020, Dumè Guidi poursuit son aventure avec la GFC Ajaccio. Titulaire indiscutable, il s'affirme une fois de plus comme un des piliers de l'équipe des diables rouges. Cependant, le GFCA, après un début de saison notamment marqué par un forfait lors de la première journée face au Red Star, ne parvient pas à assumer son statut d'équipe professionnelle. Les gaziers sont dix-septièmes et avant-dernier du classement de National lors de l'interruption du championnat à cause de la Pandémie de Covid-19. Le championnat de reprenant pas, et les positions étant figées après la dernière journée jouée, à savoir la vingt-cinquième, le GFC Ajaccio est relégué en National 2. Dominique Guidi quitte le GFC Ajaccio à l'issue de cette saison.
Le 19 mai 2020, Dominique Guidi et le SC Bastia trouvent un accord, le Porto-Vecchiais reste donc en National pour la saison 2020-2021. De retour dans son club formateur, Guidi s'affiche une fois de plus comme un cadre de la formation turchina et est rapidement nommé capitaine.

### En sélection
Le 26 mai 2018 il est sélectionné pour participer au premier tournoi officiel FIFA CONCACAF en Martinique avec la Corse. Il honore sa première sélection contre la Guadeloupe et dispute également la finale contre la Martinique.

## Statistiques
| Saison                | Club                  | Championnat           | Championnat | Championnat | Coupe nationale | Coupe nationale | Coupe de la Ligue | Coupe de la Ligue | Compétition(s) continentale(s) | Compétition(s) continentale(s) | Compétition(s) continentale(s) | Total | Total |
| Saison                | Club                  | Division              | M.          | B.          | M.              | B.              | M.                | B.                | Comp.                          | M.                             | B.                             | M.    | B.    |
| 2015-2016             | Borgo FC              | National 3            | 2           | 0           | -               | -               | -                 | -                 | -                              | -                              | -                              | 2     | 0     |
| Sous-total            | Sous-total            | Sous-total            | 2           | 0           | -               | -               | -                 | -                 | -                              | -                              | -                              | 2     | 0     |
| 2015-2016             | AS Furiani Agliani    | Régional 1            | -           | -           | -               | -               | -                 | -                 | -                              | -                              | -                              | 0     | 0     |
| 2016-2017             | AS Furiani Agliani    | National 3            | 19          | 2           | -               | -               | -                 | -                 | -                              | -                              | -                              | 19    | 2     |
| 2017-2018             | AS Furiani Agliani    | National 2            | 25          | 5           | 3               | 0               | -                 | -                 | -                              | -                              | -                              | 28    | 5     |
| Sous-total            | Sous-total            | Sous-total            | 44          | 7           | 3               | 0               | -                 | -                 | -                              | -                              | -                              | 47    | 7     |
| 2018-2019             | GFC Ajaccio           | Ligue 2               | 38+2        | 2           | 1               | 0               | 1                 | 0                 | -                              | -                              | -                              | 42    | 2     |
| 2019-2020             | GFC Ajaccio           | National              | 21          | 0           | 2               | 0               | 1                 | 0                 | -                              | -                              | -                              | 24    | 0     |
| Sous-total            | Sous-total            | Sous-total            | 61          | 2           | 3               | 0               | 2                 | 0                 | -                              | -                              | -                              | 66    | 2     |
| 2020-2021             | SC Bastia             | National              | 28          | 1           | 1               | 0               | -                 | -                 | -                              | -                              | -                              | 29    | 1     |
| 2021-2022             | SC Bastia             | Ligue 2               | 25          | 2           | 4               | 0               | -                 | -                 | -                              | -                              | -                              | 29    | 2     |
| 2022-2023             | SC Bastia             | Ligue 2               | 28          | 2           | 4               | 0               | -                 | -                 | -                              | -                              | -                              | 32    | 2     |
| 2023-2024             | SC Bastia             | Ligue 2               | -           | -           | -               | -               | -                 | -                 | -                              | -                              | -                              | 0     | 0     |
| 2024-2025             | SC Bastia             | Ligue 2               | 20          | 1           | 4               | 1               | -                 | -                 | -                              | -                              | -                              | 24    | 2     |
| 2025-2026             | SC Bastia             | Ligue 2               | 1           | 0           | -               | -               | -                 | -                 | -                              | -                              | -                              | 1     | 0     |
| Sous-total            | Sous-total            | Sous-total            | 102         | 6           | 13              | 1               | -                 | -                 | -                              | -                              | -                              | 115   | 7     |
| Total sur la carrière | Total sur la carrière | Total sur la carrière | 209         | 15          | 19              | 1               | 2                 | 0                 | -                              | -                              | -                              | 230   | 16    |

## Palmarès
Avec la Corse, il est finaliste du Tournoi des 4 qui s'est déroulé en juin 2018 en Martinique. Avec le SC Bastia, il remporte le championnat de France de football National 2020-2021.